# منشار جنزيري

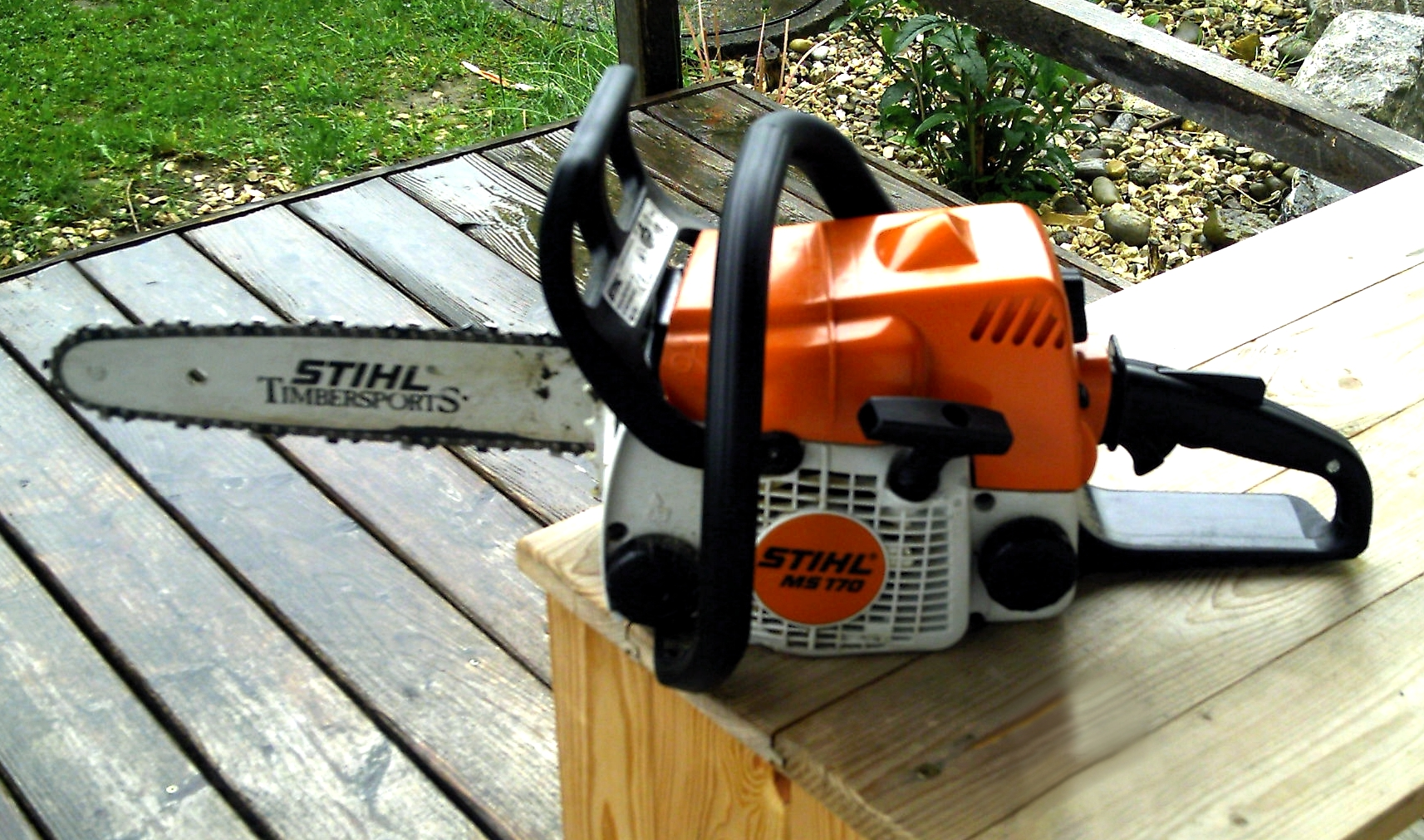
منشار ستيهل (Stihl) السلسلي

المنشار الجنزيري (أو المنشار السلسلي) هو منشار آلي محمول، يعمل بـ الكهرباء أو الهواء المضغوط أو الطاقة الهيدروليكية أو الأكثر شيوعًا باستخدام محرك شوطين. ويُستخدم في بعض الأنشطة مثل قطع الأشجار والتشذيب والتكسير والتقليم بواسطة معالجي الأشجار لتقطيع الأشجار وإزالة الفروع وأوراق الشجر، وكذلك لتشذيب بقايا الأغصان المقطوعة والمساعدة في خفض انتشار الحرائق في حرائق البراري، وحصاد خشب الوقود. وقد تم تطوير المناشير الجنزيرية المزودة بمجموعة شفرة وسلسلة ذات تصميم خاص ليتم استخدامها في فن النحت بالمنشار الجنزيري. وتستخدم المناشير الجنزيرية المتخصصة في قطع الخرسانة.

## التركيب

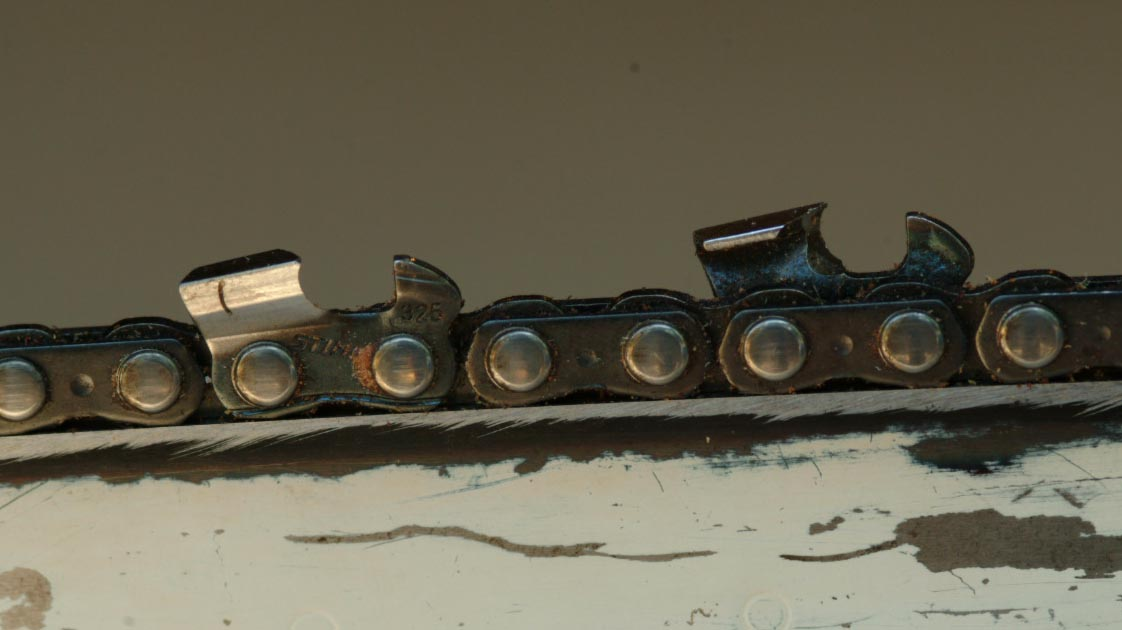
منشار جنزيري يقطع سلسلة

يتكون المنشار الجنزيري من عدة أجزاء.
- المحرك — وغالبًا ما يكون ذي شوطين يعمل بالبنزين ويكون محرك احتراق داخلي، وعادة ما يكون مزودًا بأسطوانة يتراوح حجمها ما بين 30-120 سم3 أو يكون محركا كهربائيا.
- آلية التشغيل — عادة ما تكون قابض بالطرد المركزي وعجلة مسننة.
- شفرة توجيه — هي شفرة ممدودة ذات نهاية مستديرة من الصلب السبائكي المقاوم للتآكل وعادة ما يتراوح طولها ما بين 16 إلى 36 بوصة. وتوجد فتحة ضيقة على الحافة لتوجيه سلسلة القطع. وكانت تستخدم أيضًا شفرات مخصصة مستديرة، تعرف أيضًا باسم الشفرات المقوسة، في وقت واحد لتكسير الأخشاب وتقطيع الأغصان، ومع ذلك فإنها نادرًا ما تستخدم الآن نتيجة للمخاطر المتزايدة في استخدامها.
- سلسلة القطع — عادة ما يتميز كل جزء في هذه السلسلة (التي تتكون من أجزاء معدنية مثبتة بإحكام تشبه سلسلة الدراجة، ولكنها دون أسطوانة) بأسنان قطع حادة صغيرة. تأخذ كل سنة شكل الأنبوبة المطوية مصنوعة من الصلب المطلي بالكروم ومزودة بزاوية حادة أو منعطف منحنٍ وحافتي قطع، واحدة على الصفيحة العلوية والأخرى على الصفيحة الجانبية. وتتناوب الأسنان على يسار ويمين السلسلة. تتباين السلاسل في درجة الميل والانحراف، يتم تحديد درجة الميل والانحراف على أنها نصف الطول الممتد بواسطة أي ثلاثة مسامير متتالية (على سبيل المثال، 0.325 بوصة)، بينما القياس هو سمك حلقة المحرك حيث يكون مناسبًا في شفرة التوجيه (على سبيل المثال، 0.05 بوصة). وتحتوي السلسلة "التكميلية" التقليدية على سنّة واحدة لكل وصلتي تشغيل. بينما تحتوي سلسلة "الانتقال الكامل" على سنّة واحدة لكل ثلاث وصلات تشغيل. كما تم تزويد كل سنّة بمقياس العمق أو "الجراف" الذي يركب على مقدمة الأسنان ويحدد عمق القطع، وعادة ما يكون حوالي 0.025". ويعد قياس العمق حاسمًا لتشغيل السلسلة بأمان. إذا كان الجانب الأيسر عاليًا جدًا سيتسبب في بطء عملية القطع، وإذا كان منخفضًا جدًا فستصبح السلسلة أكثر عرضة للارتداد بقوة. سيتسبب انخفاض قياس العمق أيضًا في اهتزاز المنشار بشكل زائد عن الحد. وهذا الاهتزاز ليس مريحًا للعامل فحسب، ولكنه أيضًا يتسبب في إتلاف المنشار.

يتميز الجانب السفلي لكل حلقة ببروز معدني صغير يدعى «حلقة المحرك» والذي يحدد مكان السلسلة في الشفرة، ويساعد في نقل زيت التزليق حول القضيب، ويتشارك مع العجلة المسننة للمحرك داخل جسم المنشار. يقوم المحرك بتشغيل السلسلة حول المسار بواسطة قابض يعمل بالطرد المركزي، ويحرك السلسلة بالطاقة، ولكنه يسمح لها بالتوقف عند تعطل المحرك.
وقد حدثت بالفعل تحسينات هائلة وظهرت أجهزة تأمين المنشار الجنزيري وتصميمات مختلفة منذ اختراع المنشار الجنزيري، مما أنقذ العديد من الأرواح ومنع عددًا لا حصر له من الإصابات الخطيرة. وشمل هذا أنظمة السلسلة ذات الفرامل وأفضل تصميم سلسلة وأنظمة مضادة للاهتزاز.
وبما أن النحت بالمنشار الجنزيري أصبح أكثر انتشارًا، فتجد مصنّعي المنشار الجنزيري يوفرون شفرات ذات رؤوس ضيقة وقصيرة مخصصة للنحت. وتسمى هذه شفرات «ربعية الرأس» أو «نيكلية الرأس» أو «دايمة الرأس»، بناءً على حجم الطرف المستدير. يرعى المحاكي مجموعات النحت، كما هو الحال مع النحاتين مثل المغني تشيري كوري رن وايز السابق. وتقوم شركة ريد ماكس (RedMax) بتصميم مناشير جنزيرية G3200 CV خصيصًا لتطبيقات النحت.

## الصيانة

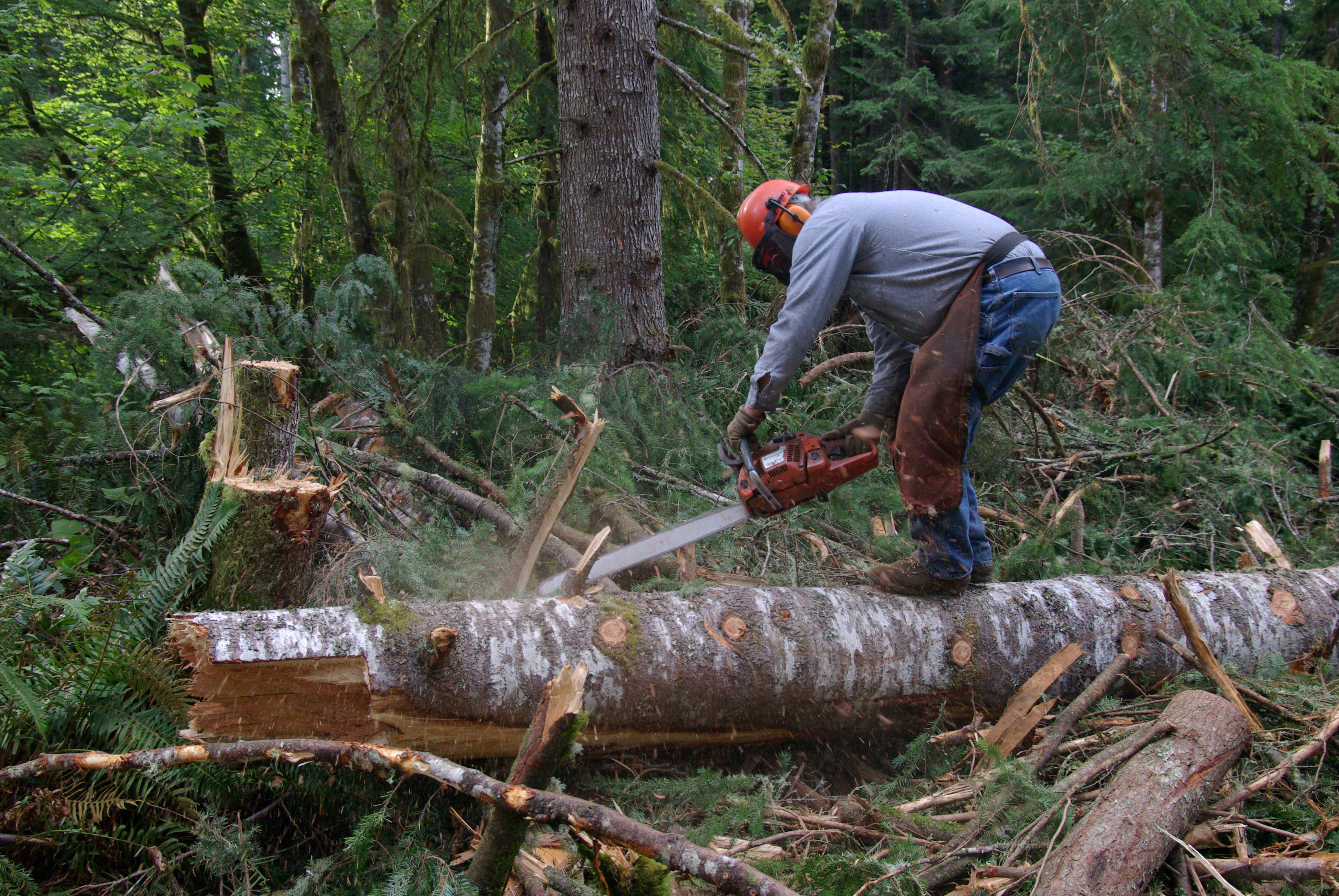
قطع الأشجار بجوار أبياري، ولاية أريغون

تتطلب المناشير التي تعمل بمحرك ذي شوطين حوالي من 2% إلى 5% زيت في الوقود لتزليق الموتور، بينما يكون محرك المناشير الجنزيرية الكهربية مُزلق طبيعي مدى الحياة.
يُستخدم زيت السلسلة أو زيت الشفرة المنفصل لتزليق الشفرة والسلسلة في جميع أنواع المنشار الجنزيري. وينفد زيت السلسلة بسرعة وذلك لأنه غالبًا ما يتم التخلص منه عن طريق سلسلة الطرد المركزي، ويتم نقعها في نشارة الخشب. وفيما يتعلق بالمناشير الجنزيرية التي تعمل بمحرك ذي شوطين عادة ما يكون خزان زيت السلسلة ممتلئًا في الوقت ذاته على أنه إعادة تزويد بالوقود. وعادة ما يكون الخزان كبيرًا جدًا لتوفير ما يكفي من زيت السلسلة عند إعادة تزويد الوقود. ويعد نقص كمية زيت السلسلة أو استخدام زيت ذي لزوجة غير صحيحة من المصادر الشائعة لتلف المنشار الجنزيري، ويؤدي إلى الانعكاس السريع على الشفرة، أو توقف السلسلة أو انفصال الشفرة. بالإضافة إلى كثافته العالية، فإن زيت السلسلة يتميز بلزوجة خاصة (بسبب إضافات «عامل تزليج») لتقليل الكمية المتسربة إلى السلسلة. وعلى الرغم من أن زيت الموتور بديل طوارئ شائع، إلا أنه يُفقد أسرع ولذلك يترك السلسلة دون تزليق.
يجب أن تبقى السلاسل حادة لتعمل بصورة جيدة. فالسلاسل تصبح غير حادة بسرعة إذا لمست التراب أو المعدن أو الأحجار. ونتيجة لذلك، توجهوا لإنتاج مسحوق نشارة الخشب، بدلاً من النشارة النظيفة للسلسلة الحادة؛ ويحتاج المنشار الجنزيري أيضًا إلى قوة صغيرة جدًا من العامل لدفعه للقطع. تُستخدم سلاسل مقوية خاصة (مصنوعة من كربيد التنجستن) للتطبيقات حيث أن من المرجح أن التراب يلوث القطع، مثل قطع الجذور.
وعادة ما يُسد مرشِّح مدخل الهواء بنشارة الخشب. ولا بد من تنظيفه من وقت لآخر، ولكنها ليست مشكلة أثناء التشغيل العادي.

## السلامة

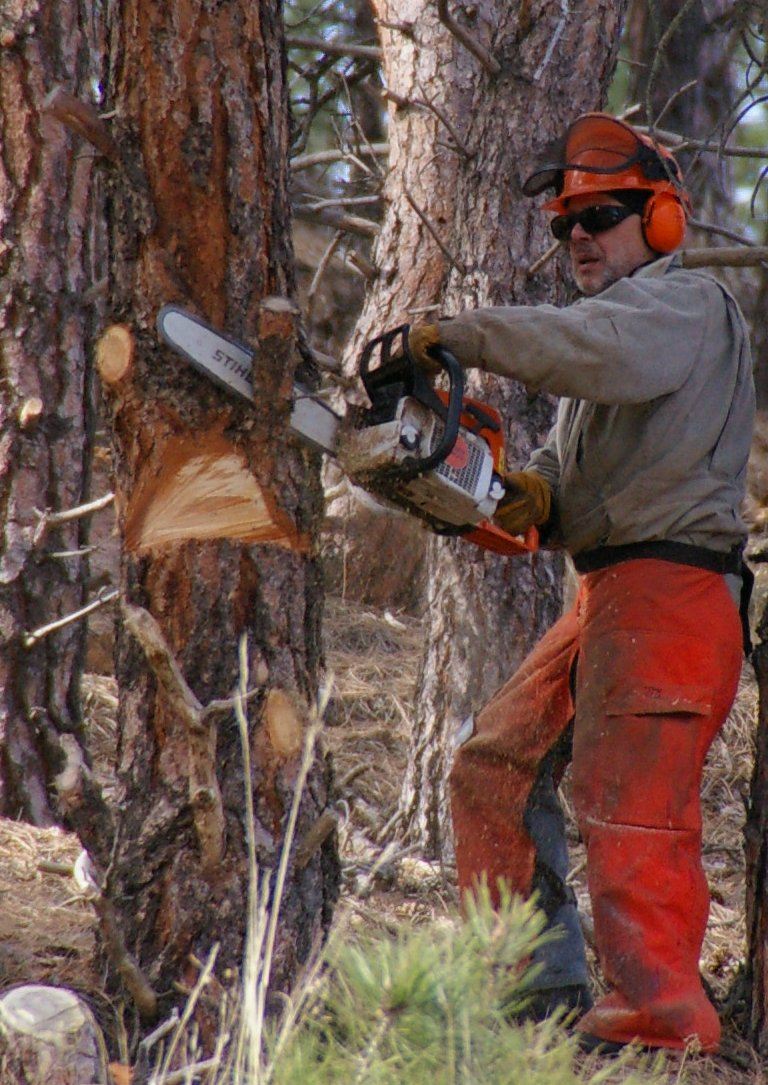
يرتدي العامل الذي يستخدم المنشار الجنزيري ملابس آمنة تمامًا عند استخدام منشار جنزيري يعمل بالبنزين.

وعلى الرغم من ميزات السلامة والملابس الواقية، إلا أن الإصابات لا تزال ترتفع من استخدام المنشار الجنزيري أو من القوة الكبيرة المتضمنة في العمل أو من التحرك السريع أو من السلسلة الحادة أو من اهتزاز وضوضاء الماكينة.
تنشأ الحوادث العامة من الارتداد القوي عندما تدخل أسنان السلسلة عند قمة شفرة التوجيه في الخشب دون أن تقطعه. وهذا يجعل الشفرة (مع السلسلة المتحركة) تتحرك في قوس بالأعلى تجاه العامل مما تتسبب في إصابة خطيرة أو حتى حدوث وفاة.
وتحدث مواقف خطيرة أخرى عند شروع الأشجار الكثيفة في السقوط أو التبديل قبل إتمام القطع؛ فقد يصاب العامل الذي يستخدم المنشار الجنزيري بإعاقة أو كسور. وعلى نحو مماثل، قد يتسبب سقوط الأشجار في الاتجاهات غير المزروعة في الإضرار بالعامل أو عاملين آخرين، أو قد يسقط العامل الذي يعمل في مستويات عالية أو يصاب بسبب سقوط الشجرة.
ومثلما يحدث مع الأضرار التي يتسبب فيها المنشار اليدوي، قد يسبب النشر بالمنشار الجنزيري اهتزازا يتسبب في بياض الإصبع، أو الطنين أو الصمم الصناعي.
تعني المخاطر المتعلقة باستخدام المنشار الجنزيري أن الملابس الواقية مثل أحذية المنشار الجنزيري، وسروال المنشار الجنزيري وأدوات حماية السمع عادة ما يتم ارتداؤها أثناء التشغيل، وتتطلب بعض الاختصاصات أن يحصل العاملين على شهادات أو أن يكونوا مرخصين للعمل بالمنشار الجنزيري. وقد تحدث الإصابة أيضًا إذا انكسرت السلسلة أثناء القطع بسبب الصيانة الرديئة أو محاولة قطع مواد غير مناسبة.
تُعرض المناشير التي تعمل بالبنزين العمال إلى غاز أول أكسيد الكربون الضار، لا سيما في المناطق المغلقة أو في المناطق المفتوحة المغلقة جزئيًا.

## تقنيات العمل
صُمم تدريب العمل على المنشار الجنزيري لتوفير المعرفة التقنية للعمل ومهارات العمل بالماكينة بأمان.
- التقييم - هو عملية الاستطلاع والتخطيط للقطع الآمن قبل بدء تشغيل المنشار.
- القطع - الهدف هو سقوط الشجرة بأمان لتقطيعها وتقطيع أخشابها. ويشمل هذا اعتبارات الميل والانحناء والرياح والفروع والعقبات وحمل الثلج وأضرار قد تلحق بالشجرة. والهدف من ذلك هو تجنب سقوط الشجرة على شجرة أو عقبة أخرى. وبعد تقطيع جذع الأشجار وتحديد اتجاه التقطيع؛ يصبح القطع صحيحًا بثلاث عمليات تقطيع رئيسية. وللتحكم في السقوط، تتم عمليات التقطيع من الأعلى ومن الأسفل حتى الوصول إلى مفصل إسفيني بـ 45 درجة في اتجاه خط القطع. ومن الجانب الآخر من الإسفين، يُجرى القطع أفقيًا وأعلى قليلاً فوق القطع السفلي. وعندما يكون المفصل في المكان السليم، سيبدأ سقوط نتائج عملية القطع في المكان المطلوب.[10] ويحدث التوقف عندما تتحرك الشجرة للخلف عكس الاتجاه المقصود. وقد يمنع وضع الإسفين التوقف من قرط المنشار.
- التشذيب - هو عملية قطع فروع الشجرة. على العامل أن يكون قادرًا على القطع بشكل سليم لتجنب الارتدادات القوية.
- التكسير - وهو عملية تقطيع الخشب المُقطع إلى أجزاء. ويلزم إعداد الموضع من أجل تجنب انثناء المنشار الجنزيري بسبب التغيير في جهد وضغط جذوع الأشجار. يبدأ التكسير الآمن عند الجانب العلوي للأشجار ثم تقطيع الأجزاء الأخرى تجاه المؤخرة السميكة للشجرة. وتسقط الأخشاب المتطرفة وتسمح للجاذبية بالمساعدة في منع العقد. وتساعد مشاهدة حركة قطع الأخشاب أثناء عملية القطع في توضيح العقد. وقد تساعد المعدات الإضافية (مصاعد وشفرات وأسافين وروافع) وتقنيات القطع الخاصة في منع العقد.
- العقد - هذه العقد عندما يكون المنشار الجنزيري في خطر أو ما زال عالقًا في ضغط الأخشاب. وفي هذه الحالة يكون المنشار في وضع غير آمن، ويجب إزالته بحرص لمنع وقوع أضرار بالجهاز.
  - العقدة العلوية — منطقة الضغط في أسفل الشجرة، يكون الضغط في القمة.
  - العقدة السفلية — منطقة الضغط في أعلى الشجرة، يكون الضغط في القاع.
  - العقدة الجانبية — يحدث الضغط على كلا جانبي الشجرة.
  - عقدة النهاية — يضغط الوزن على الشجرة بأكملها.
- التنظيف والتقطيع - هو التنظيف السريع لأشجار وفروع صغيرة قطرها أقل من 5 بوصة. قد تتبع الرافعة اليدوية في اتجاه إزالة الحطام.

## معلومات تاريخية

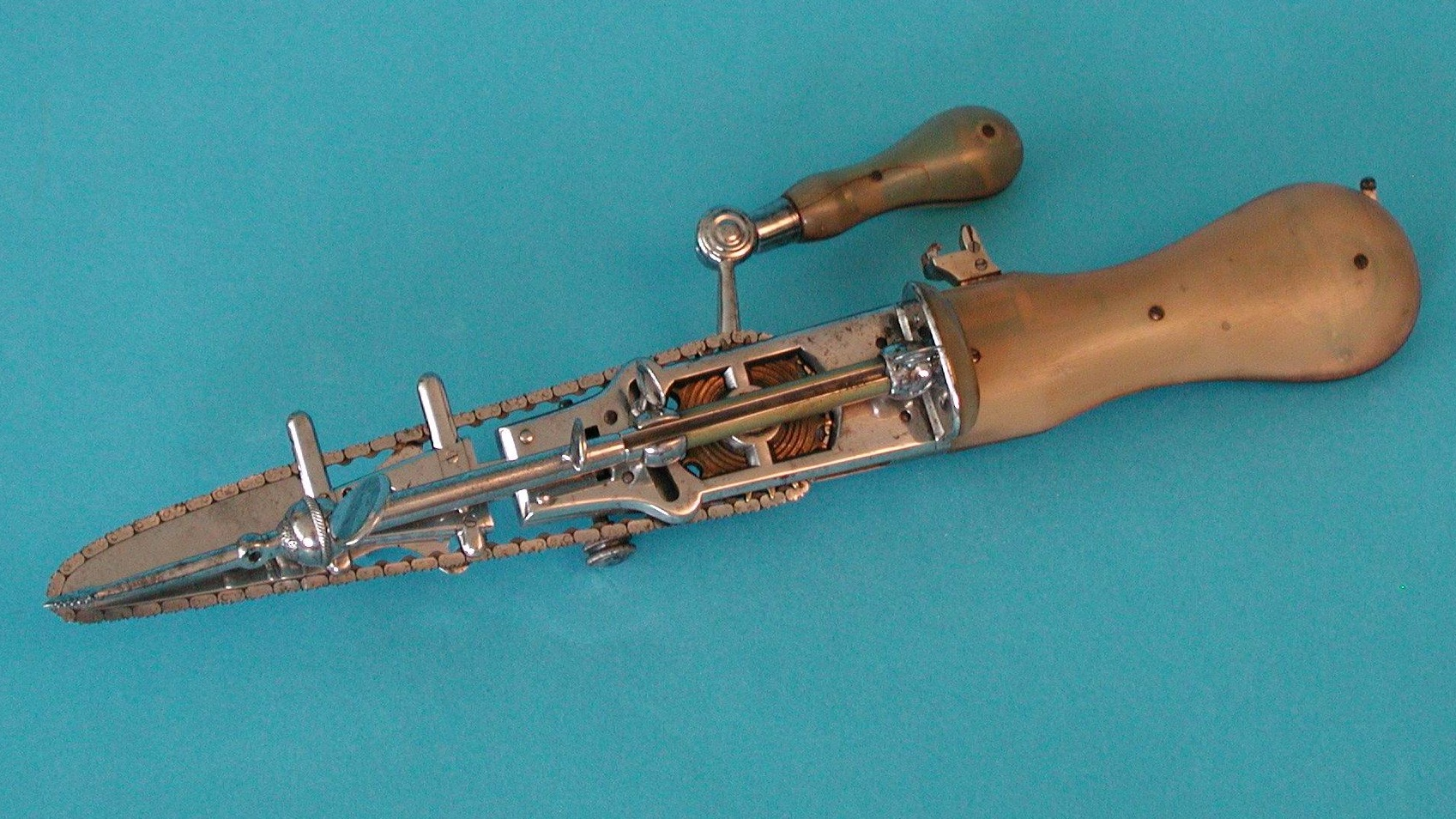
مبضع العظم التاريخي، المنشار الطبي للعظام

بدأ ظهور النموذج الأولي للمنشار الجنزيري شائع الاستخدام اليوم في صناعة الأخشاب في أواخر القرن الثامن عشر بواسطة اثنين من الأطباء الاسكتلنديين جون أيتكين (John Aitken) وجيمس جيفراي (James Jeffray)، لـ بضع الارتفاق واستئصال العظام المصابة على التوالي. ولقد تم اختراع المنشار الجنزيري اليدوي، وهو عبارة عن سلسلة مسننة جيدًا تقطع الجانب المقعر، تقريبًا في الفترة من 1783 إلى 1785. وتم توضيح ذلك في مبادئ الولادة لأيتيكن أو الدواء النفاسي (1785) واستخدمه في غرفة التشريح الخاصة به. ادعى جيفراي أنه صاحب فكرة المنشار الجنزيري بمفرده في ذلك الوقت ولكن كان قبل عام 1790 قبل أن يُنتج المنشار الجنزيري. في عام 1806، نشر جيفراي حالات استئصال مفاصل مسوسة بواسطة بارك وموريو مع ملاحظات دكتوراة جيمس جيفراي. وقد ترجم جيمس جيفراي في هذه الرسالة بحث موريو لعام 1803. بينما وصف بارك وموريو الاستئصال الناجح للمفاصل المصابة، لا سيما الركبة والكوع. وبيّن جيفراي أن المنشار الجنزيري قد يسمح بجرح أصغر ويحمي الحزمة الوعائية العصبية المجاورة. في حين أن هذا يعد مفهومًا مؤثرًا، فقد كان لبضع الارتفاق مضاعفات كثيرة جدًا لمعظم أطباء التوليد ولكن فكرة جيفراي أصبحت مقبولة، ولا سيما بعد تطوير مواد التخدير. وتطورت الإصدارات الآلية للمنشار الجنزيري ولكن في أواخر القرن التاسع عشر استبدلت في الجراحة بـ منشار جيجلي ذو الأسلاك الملتوية. ومع ذلك كان المنشار الجنزيري أداة جراحية مفيدة في معظم القرن التاسع عشر.

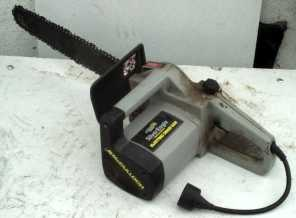
منشار مكلوتش الكهربائي

هناك نقاش وجدال حول الأصل، ولكن هناك أداة صنعها الألماني بيرنارد هين (Bernard Heine)، وهو جرّاح تقويم العظام عام 1830، تشبه تقريبًا المنشار الجنزيري. وهذه الأداة، وهي مبضع العظام، لها روابط للسلسلة تحمل أسنان قطع صغيرة مع الحواف حددت زاوية، تحركت السلسلة حول شفرة التوجيه عن طريق تحويل مقبض عجلة الترس. وكما يوحي الاسم، كان يستخدم في قطع العظام.
وهناك اثنان من أهم المساهمين في المنشار الجنزيري الحديث وهما جوزيف بوفورد كوك (Joseph Buford Cox) وأندرياس ستيهل (Andreas Stihl)؛ وقد حصل الأخير على براءة اختراع المنشار الجنزيري وطور المنشار الجنزيري الكهربائي لاستخدامه في مواقع التكسير والقطع عام 1926 والمنشار الجنزيري الذي يعمل بالبنزين في عام 1929، وأسس شركة لإنتاج كميات هائلة من هذه المناشير. وفي عام 1927، طور إيميل ليرب (Emil Lerp) مؤسس دولمار أول منشار جنزيري في العالم يعمل بالبنزين وأنتج كميات هائلة من هذه المناشير.
بدأت شركة مكلوتش (McCulloch) وشركة المعدات الصناعية في أمريكا الشمالية في إنتاج المناشير الجنزيرية. كانت الطرز الأولى ثقيلة، فقد كانت عبارة عن جهاز يحمله شخصان وبه شفرات طويلة. وفي كثير من الأحيان، كانت تلك المناشير ثقيلة للغاية تحتاج إلى عجلات مثل مناشير مسحوبة. واستخدمت معدات أخرى خطوط تحريك من وحدة طاقة بعجلات لدفع شفرة القطع.
بعد الحرب العالمية الثانية، خففت التحسينات التي طرأت على تصميم المحرك والألومنيوم المناشير الجنزيرية إلى حد أن يُحمل المنشار السلسلة بواسطة شخص واحد. في بعض المناطق، يتم استبدال أطقم العجلة الغنزلاقية (منشار جنزيري) بـ ماكينة تقطيع الأشجار وتجميعها والحصادة.
تم استبدال معظم المناشير الجنزيرية تقريبًا بمناشير بسيطة تعمل بقوة الرجال في الغابة. وظهرت هذه المناشير بأحجام متعددة، من المنشار الكهربائي الصغير ويعد الغرض منه الاستخدام المنزلي واستخدام الحدائق، حتى المناشير الكبيرة «قاطع الأخشاب». تدرب أعضاء وحدات الهندسة العسكرية على استخدام المنشار الجنزيري.

## قطع الأحجار والخرسانة والطوب

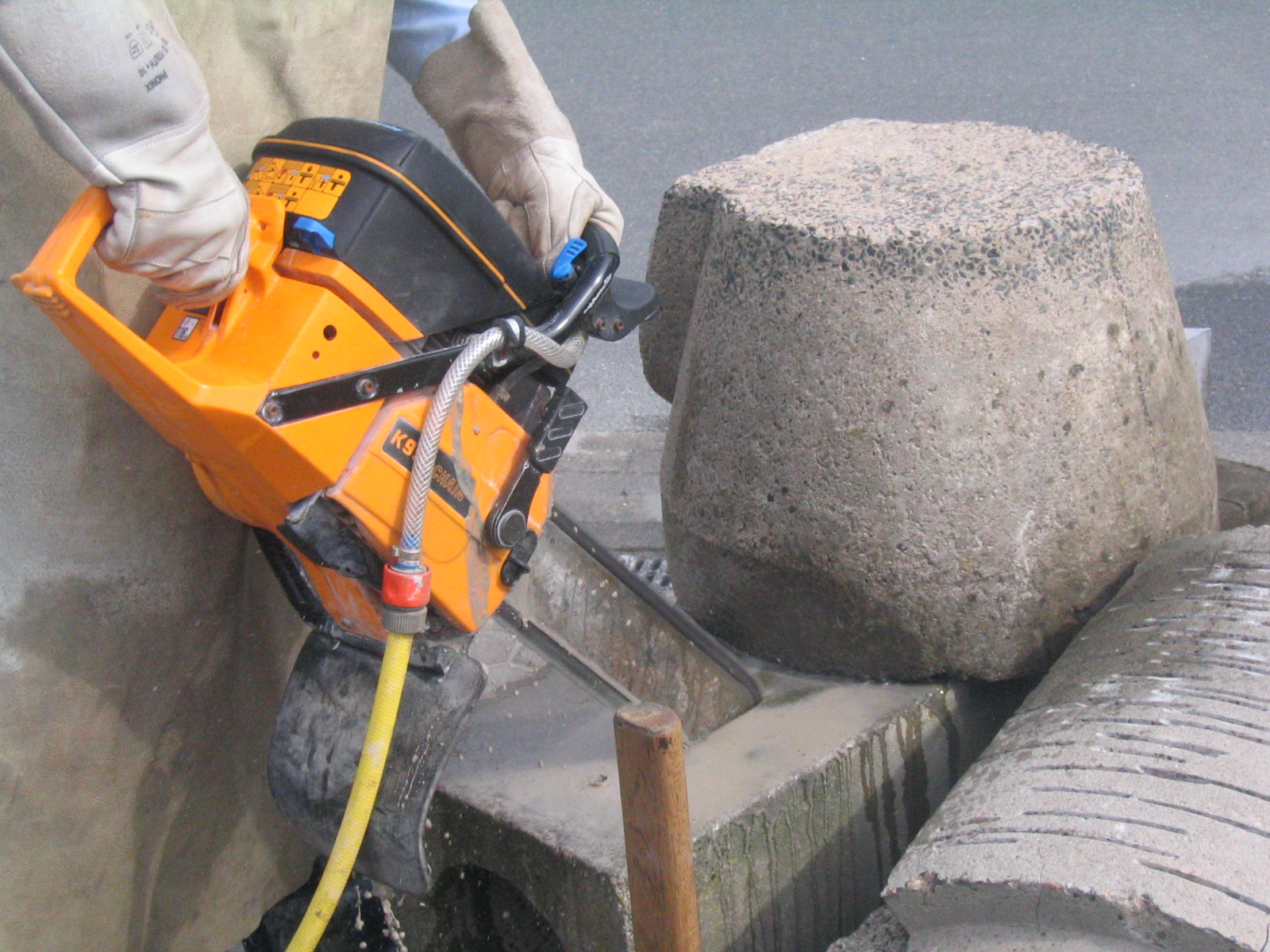
منشار جنزيري يقطع الخرسانة. ويقوم الخرطوم بتزويد الماء البارد.

تستخدم مناشير جنزيرية خاصة لقطع الخرسانة والطوب والأحجار الطبيعية. تستخدم هذه المناشير سلاسل مشابهة للمناشير الجنزيرية العادية، ولكنها مزودة بحواف قاطعة مدمجة في حبيبات الماس قد تعمل هذه المناشير بالبنزين أو هيدروليكيًا، والسلسلة مُزلقة بـالماء، وذلك بسبب الاحتكاك العالي وإزالة غبار الحجارة. ويستخدم هذا المنشار في البناء، على سبيل المثال في إحداث حفر عميقة في الجدران أو الأرضيات، وفي نحت الحجارة لإزالة قطع كبيرة من الحجارة أثناء ما قبل النحت، وبواسطة إدارة مكافحة الحرائق ليتمكنوا من الوصول إلى المباني وفي الترميم للمباني والآثار، لإزالة الأجزاء بأقل أضرار تقع على المباني المحيطة.
وبسبب أن المواد المطلوب قطعها ليست أليافًا، فمن المحتمل أن تكون الارتدادات أقل بكثير. إذًا فإن أكثر طرق القطع استخدامًا هي القطع بالانغماس، عن طريق دفع مقدمة الشفرة في المادة المطلوب قطعها. ومع هذه الطريقة قد تكون التقطيعات المربعة صغيرة مثل عرض الشفرة. وقد يحدث الدفع إلى الخلف إذا تحولت الكتلة عندما كانت عملية القطع فيها، ولكن الماكينة عمومًا أقل خطورة من المنشار السلسلي المستخدم في قطع الخشب.

## وصلات خارجية
- How a Chainsaw Works., Popular Science, August 1951: Article with good illustrations and cutaway of a basic chainsaw.